# How You Remind Me
How You Remind Me è un singolo del gruppo musicale canadese Nickelback, pubblicato il 21 agosto 2001 come primo estratto dal terzo album in studio Silver Side Up.

## Successo commerciale
È stato uno dei migliori successi per il gruppo, avendo raggiunto la vetta della classifica statunitense Billboard Hot 100 e la top ten di diversi paesi fra Europa e Australia.

## Video musicale
Il videoclip è stato diretto dai fratelli Strausse, e prodotto da Brett Marx per la Clever Films. Il video è stato trasmesso per la prima volta nella settimana del 20 agosto 2001. Nel video Chad Kroeger, interpreta il ruolo di un uomo lasciato dalla propria fidanzata (interpretata da Annie Henley), ma che continua a pensare alla donna e ad immaginarla ovunque. La canzone è stata scritta dal frontman Chad Kroeger in un momento di crisi con l'allora sua fidanzata.

## Formazione
Gruppo
- Chad Kroeger – voce, chitarra solista
- Ryan Peake – chitarra ritmica, seconda voce
- Mike Kroeger – basso
- Ryan Vikedal – batteria, percussioni

Altri musicisti
- Timmy Dawson – chitarra acustica

## Tracce
Maxi CD
1. How You Remind Me (Gold Mix)
2. How You Remind Me (Album Version)
3. How You Remind Me (Acoustic Version)

CD singolo
1. How You Remind Me
2. How You Remind Me (Acoustic)

## Classifiche

### Classifiche settimanali
| Classifica (2002)                         | Posizione massima |
| ----------------------------------------- | ----------------- |
| U.S. Billboard Hot 100                    | 1                 |
| U.S. Billboard Hot Adult Top 40           | 2                 |
| U.S. Billboard Hot Mainstream Rock Tracks | 1                 |
| U.S. Billboard Hot Modern Rock Tracks     | 1                 |
| U.S. ARC Weekly Top 40                    | 1                 |
| Australia                                 | 2                 |
| Austria                                   | 1                 |
| Belgio (Flanders)                         | 2                 |
| Belgio(Wallonia)                          | 4                 |
| Canada                                    | 1                 |
| Danimarca                                 | 1                 |
| Paesi Bassi                               | 17                |
| Finlandia                                 | 18                |
| Francia                                   | 11                |
| Germania                                  | 3                 |
| Irlanda                                   | 1                 |
| Italia                                    | 14                |
| Nuova Zelanda                             | 4                 |
| Norvegia                                  | 4                 |
| Svezia                                    | 4                 |
| Svizzera                                  | 3                 |
| Regno Unito                               | 4                 |

### Classifiche di tutti i tempi
| Classifica (1958-2021) | Posizione |
| ---------------------- | --------- |
| Stati Uniti            | 51        |

## Versione di Avril Lavigne
How You Remind Me è stata reinterpretata dalla ex moglie di Kroeger, Avril Lavigne, per il film anime One Piece Film: Z. Il 17 ottobre 2012 è stato annunciato che Avril avrebbe contribuito realizzando due cover per il film. La seconda cover è quella di Bad Reputation di Joan Jett. Lavigne ha confermato la notizia il 5 novembre 2012. Il singolo è stato pubblicato l'11 dicembre 2012 in formato digitale. Il CD promozionale, pubblicato solo in Giappone, contiene 2 tracce ed è stato pubblicato il giorno seguente.

### Tracce
CD
1. How You Remind Me – 4:05
2. Bad Reputation – 2:42

Download digitale
1. How You Remind Me – 4:05